# Sardela japońska
Sardela japońska (Engraulis japonicus) – gatunek morskiej ryby śledziokształtnej z rodziny sardelowatych (Engraulidae).

## Taksonomia

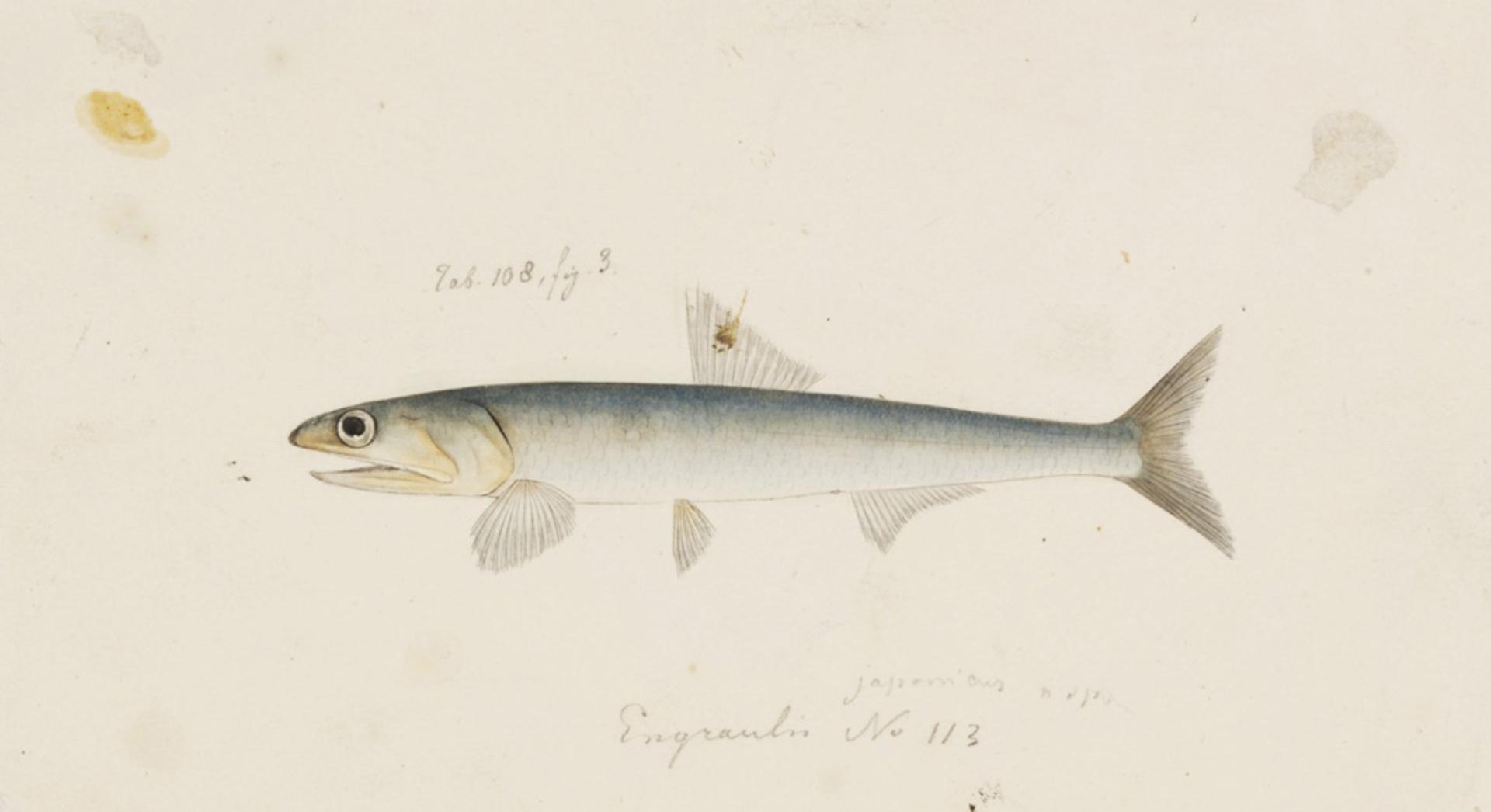
Rysunek sardeli japońskiej ze zbiorów Muzeum Historii Naturalnej w Lejdzie, autor: Kawahara Keiga (1786–1860?)

Nazwy Engraulis japonicus na określenie tego gatunku po raz pierwszy naukowo użyli zoolodzy Coenraad Jacob Temminck (1778–1858) i Hermann Schlegel (1804–1884) w 1846. Obecnie sardela ta klasyfikowana jest w rodzaju Engraulis w rodzinie ryb sardelowatych (2019). Nazwa rodzajowa pochodzi z języka greckiego – engraulís (ἐγγραυλίς) – i oznacza sardelę.

## Występowanie i środowisko
Sardela japońska występuje w zachodnim Oceanie Spokojnym, od południowego wybrzeża Sachalinu (Rosja) poprzez Wyspy Japońskie do Tajwanu i chińskiej prowincji Guangdong. Podaje się rzadkie obserwacje z wód wokół Luzonu i zachodniego Mindanao (Filipiny), a także z Celebesu (Indonezja) (49°N–2°N, 105°E–160°E). W literaturze specjalistycznej spotkać można również informacje o obecności sardeli japońskiej w Oceanie Indyjskim, wzdłuż wschodniego wybrzeża Afryki (Kenia, Tanzania, Mozambik, Mauritius, Południowa Afryka), lecz z dużym prawdopodobieństwem zapisy te są wynikiem błędnej identyfikacji taksonomicznej i dotyczą sardeli kapskiej (Engraulis capensis). Co do rekordów z Oceanu Atlantyckiego, a konkretnie z Namibii, pewne jest, że to rezultat nieprawidłowego oznaczenia gatunku. W podziale na regiony rybołówstwa FAO (ang. FAO Major Fishing Areas) sardela ta notowana jest w regionach północno-zachodniego (nr regionu 61), północno-wschodniego (67) i środkowo-zachodniego (71) Pacyfiku. Obecność w zachodnim Oceanie Indyjskim (51) jest mocno kwestionowana, a w południowo-wschodnim Atlantyku (47) zanegowana.
Jest to ryba morska, oceanodromiczna, pelagiczno-nerytyczna. Bytuje na głębokości do 400 m, w wodach o temperaturze od 8 °C do 30 °C.

## Morfologia
Sardela japońska osiąga maksymalnie 18 cm długości całkowitej (TL), przeważnie jednak 14 cm TL. Ciało ma wydłużone, owalne w przekroju poprzecznym. Pysk w położeniu dolnym. Ma jedną płetwę grzbietową z 12–14 promieniami miękkimi, także jedną płetwa odbytową z 13–18 promieniami miękkimi. Płetwa ogonowa jest wcięta. Płetwy piersiowe rozpostarte są na 14–17 promieniach miękkich, brzuszne na 7. Podstawa płetwy brzusznej położona jest przed podstawą płetwy grzbietowej. Łuski mają kształt cykloidalny. W linii bocznej jest ich 40–45. W dolnej części pierwszego łuku skrzelowego występuje 27–43 wyrostków filtracyjnych. Spośród innych sardelowatych (Encrasicholina i Stolephorus) występujących w zachodnim Pacyfiku, zwłaszcza w południowej części jej zasięgu, wyróżnia się brakiem ostrych, zgrubiałych, tarczkowatych łusek (łac. scutum) w liczbie od 2 do 7 na ciele w części przed początkiem podstaw płetw brzusznych. Z kolei u Thryssa, charakteryzujących się mocno spłaszczonym ciałem, wzdłuż brzucha biegnie kil, który u sardeli japońskiej nie występuje. Łatwo natomiast, na podstawie podstawowego opisu morfologicznego, odróżnić ją od sardeli europejskiej (E. encrasicolus).

## Ekologia i zachowanie
Sardele japońskie tworzą duże ławice głównie w strefie przybrzeżnej tuż przy powierzchni wody. Niemniej, spotykane są też grupy pływające w odległości do 1000 km od brzegu.

### Rozród
Ryba ta dojrzałość płciową osiąga przy długości około 10–11 cm. W wodach japońskich i tajwańskich trze się cały rok. W wodach chińskich od marca do lipca. W należącej do Rosji zatoce Aniwa, w Morzu Ochockim, okres ten przypada od lipca do października. W rosyjskiej Zatoce Piotra Wielkiego, w Morzu Japońskim, tarło rozpoczyna się miesiąc wcześniej niż w Aniwie i miesiąc lub dwa wcześniej kończy się. Ikra jest jajowatego kształtu. W okresie rozrodczym możliwe różnice w ubarwieniu osobników męskich i żeńskich. Maksymalny odnotowany wiek – 4 lata.

### Pożywienie

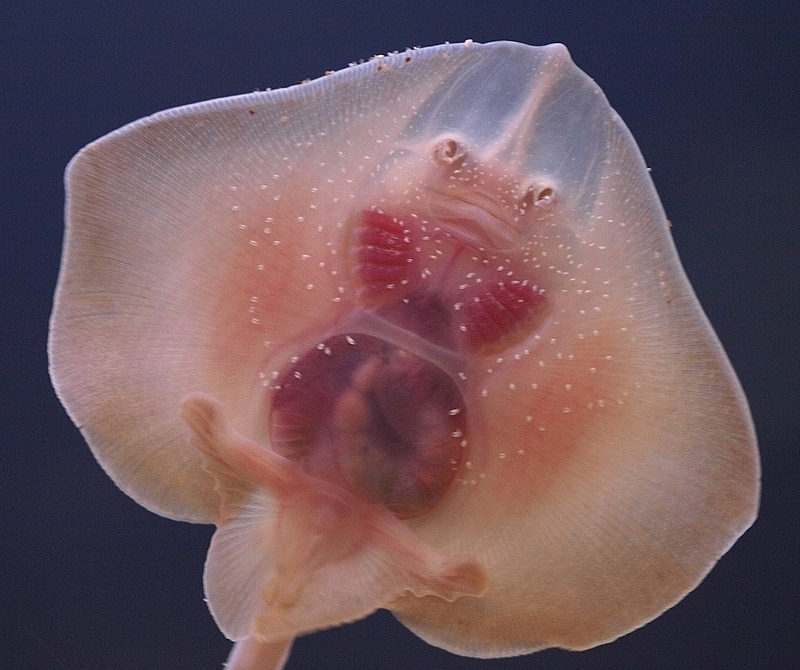
Okamejei kenojei – jeden z drapieżników sardeli japońskiej

Żywi się głównie małymi skorupiakami i larwami mięczaków, także jajami i larwami ryb oraz okrzemkami i bruzdnicami. Ze skorupiaków w diecie odnotowano przede wszystkim widłonogi, m.in. z rodziny Acartiidae i Calanidae, ale także szczecioszczękie i małżoraczkami. Z okrzemek były to m.in. Asterionella, Asteromphalus i Biddulphia. Sama natomiast stanowi pożywienia dla wielu gatunków ryb, zarówno kostnoszkieletowych, jak i chrzęstnoszkieletowych, oraz ptaków. Z ryb chętnie zjadana jest m.in. przez inne śledziowate, jak sardynka pacyficzna (Sardinops sagax), także przez bramowate – brama japońska (Brama japonica), żarłaczowate – Carcharhinus brachyurus, żarłacz czarnopłetwy (Carcharhinus limbatus), żarłacz ciemnoskóry (Carcharhinus obscurus), głowaczowate – Alcichthys elongatus, Gymnocanthus intermedius, rajowate – Okamejei kenojei, raja nabijana (Raja clavata). Ponadto notowana jako składnik diety niektórych ssaków wodnych, m.in. płetwala karłowatego (Balaenoptera acutorostrata), płetwala Bryde’a (Balaenoptera brydei) i morświńca białopłetwego (Phocoenoides dalli). Znane są również zachowania kanibalistyczne.

## Znaczenie gospodarcze
Ma duże znaczenie gospodarcze. Przetwarzana jest na mączkę rybną lub olej. Sprzedawana jest świeża lub solona. W latach 1950–2006 światowe połowy zgłaszane do FAO wynosiły średnio 740 tys. ton rocznie. W pozyskiwaniu zasób tej sardeli dominowały jednostki z Korei Południowej, Japonii i Chin. Szczyt połowów nastąpił w 1998 i 2003 wynosił około 1,9 mln t. Najmniejszy połów – 257 000 t – odnotowano w 1953.

## Status
Od 2018 Międzynarodowa Unia Ochrony Przyrody (IUCN) uznaje sardelę japońską za gatunek najmniejszej troski (ang. least concern – LC). Trend populacji jest nieznany.